# Bandarasri
Bandarasri is een bestuurslaag in het regentschap Mojokerto van de provincie Oost-Java, Indonesië. Bandarasri telt 2761 inwoners (volkstelling 2010).